# Chinezen in Brazilië
Het aantal Chinezen in Brazilië wordt geschat op 151.649. De Chinese gemeenschap bestaat al langer dan tweehonderd jaar in Brazilië.
São Paulo heeft de grootste Chinese gemeenschap. De Chinese Brazilianen wonen vooral in het district Liberdade dat ook gezien wordt als Japanse migrantenwijk. In de wijk wonen grote aantallen Taiwanezen en na de stichting van Volksrepubliek China kwamen vele migranten vanuit het Chinese Vasteland naar Liberdade. De Kantonezen zijn grotendeels afkomstig uit de voormalige Portugese kolonie Macau. Een deel daarvan zijn Macanezen. De meeste Chinese Brazilianen zijn tweetalig.
In Brazilië zijn negentien tempels en meer dan 100.000 aanhangers van het ikwanisme verspreid over zeventien staten.

## Bekende Chinese Brazilianen
- Ken Chang, acteur
- Chen Kong Fang, kunstenaar
- Sou Kit Gom, kunstenaar
- Anderson Lau, acteur
- Gui Lin, sporter
- Lawrence Pih, zakenman
- Anthony Wong, fysicus
- William Boss Woo, politicus

## Chinese tempels in Brazilië
- Boeddhistische Tempel van Foz do Iguaçu
- Mosteiro Putuo Shan Na América Do Sul
- Templo Amitabha[5]
- Templo Zu Lai